# L'Enseignement de Las Vegas
L'Enseignement de Las Vegas (Learning From Las Vegas) est un essai des architectes américains Robert Venturi, Denise Scott Brown et Steven Izenour (en) publié d'abord comme article dans la revue The Architectural Forum en mars 1968, puis comme ouvrage richement illustré par MIT Press en 1972, et enfin sous forme d'une édition révisée et réduite toujours chez MIT Press en 1977. L'ouvrage a été traduit en 18 langues dont le français chez l'éditeur belge Pierre Mardaga dès 1978.

## Thématiques
Learning from Las Vegas contient à la fois une apologie de paysage commercial des bords de route américains (roadside), et une critique des dogmes du Mouvement moderne en architecture. Robert Venturi et Denise Scott Brown, enseignants à l’École d'art et d'architecture de l'université Yale, prennent principalement dans l'ouvrage pour objet d'étude le Strip de Las Vegas, boulevard bordé de casinos, d’hôtels, d'enseignes lumineuses géantes (signs), de chapelles nuptiales et de stations-service. Ils y voient notamment le triomphe d'une architecture faite de signes, de symboles et d'ornements plutôt que d'espaces, cette architecture vernaculaire et authentiquement américaine ayant été trop longtemps ignorée l'élite architecturale européenne. Multipliant les provocations à son encontre, Robert Venturi et Denise Scott Brown établissent nombre d'analogies entre le paysage commercial américain et les hauts lieux de l'architecture européenne (Rome, Versailles, etc.). Dans la seconde partie de leur ouvrage, les auteurs théorisent deux formes que peuvent prendre les bâtiments : le "hangar décoré" qui voit l'ornementation appliquée indépendamment de la structure et de l'espace, et le "canard" qui voit la structure et le programme subordonnés à une forme symbolique d'ensemble. Dans la troisième partie de l'ouvrage (uniquement, présente dans l'édition de 1972), Robert Venturi et Denise Scott Brown montrent un portfolio rassemblant les travaux de leur agence qui illustrent leurs thèses.

## Réception

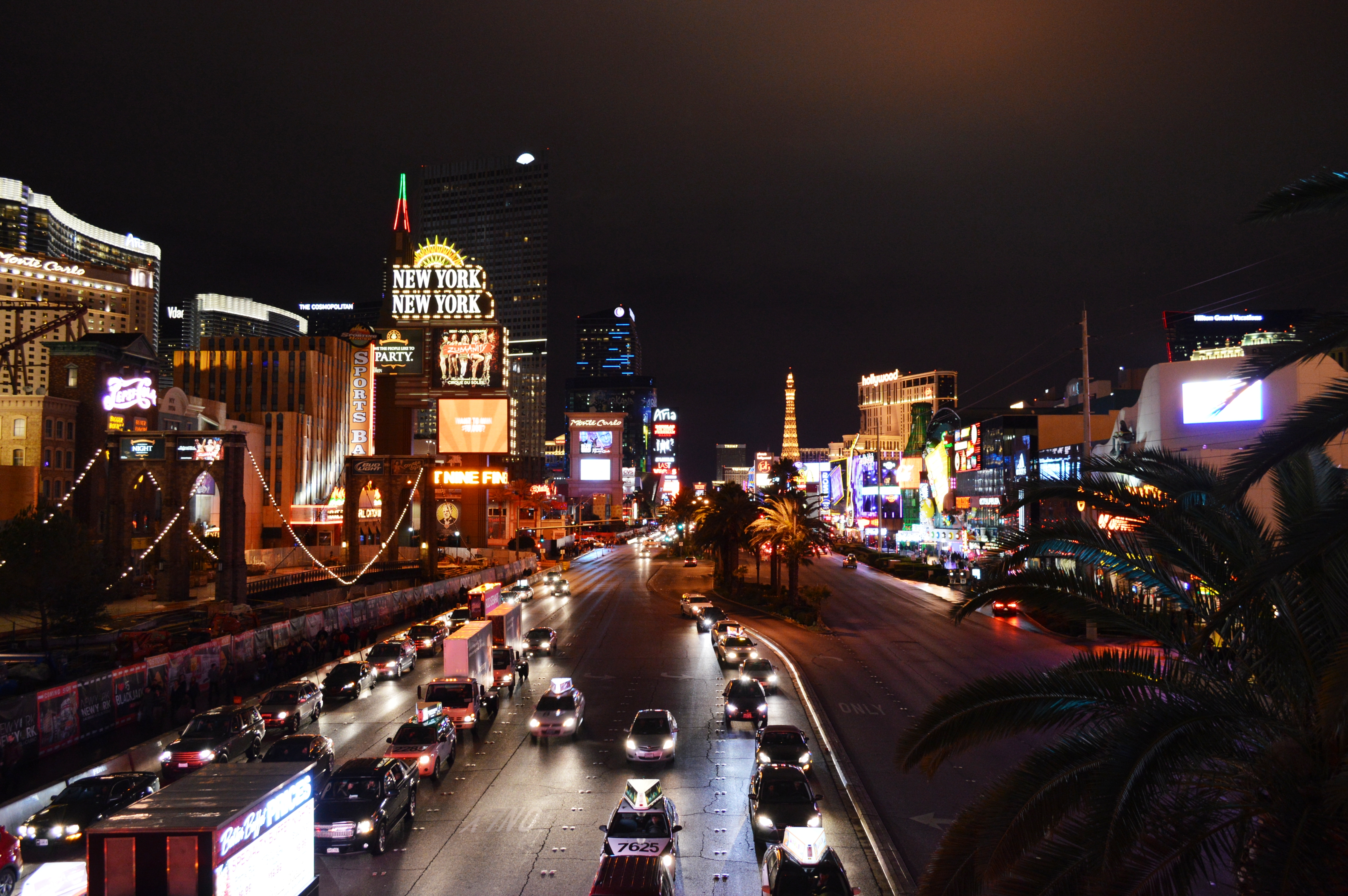
Le Strip de Las Vegas de nuit (2013).

Dès sa première parution en 1968 et pendant une dizaine d'années, Learning from Las Vegas fait l'objet d'une réception critique d'une rare intensité. Les auteurs se voient à la fois accuser de trahir les idéaux sociaux du Mouvement Moderne en architecture, et de cautionner les effets du capitalisme sur le paysage urbain. Pour leurs détracteurs, Robert Venturi et Denise Scott Brown sont ainsi devenus les figures principales du populisme architectural sinon du nixonisme.

## Postérité
A partir de 1977, Learning from Las Vegas est régulièrement désigné comme un manifeste postmoderne.

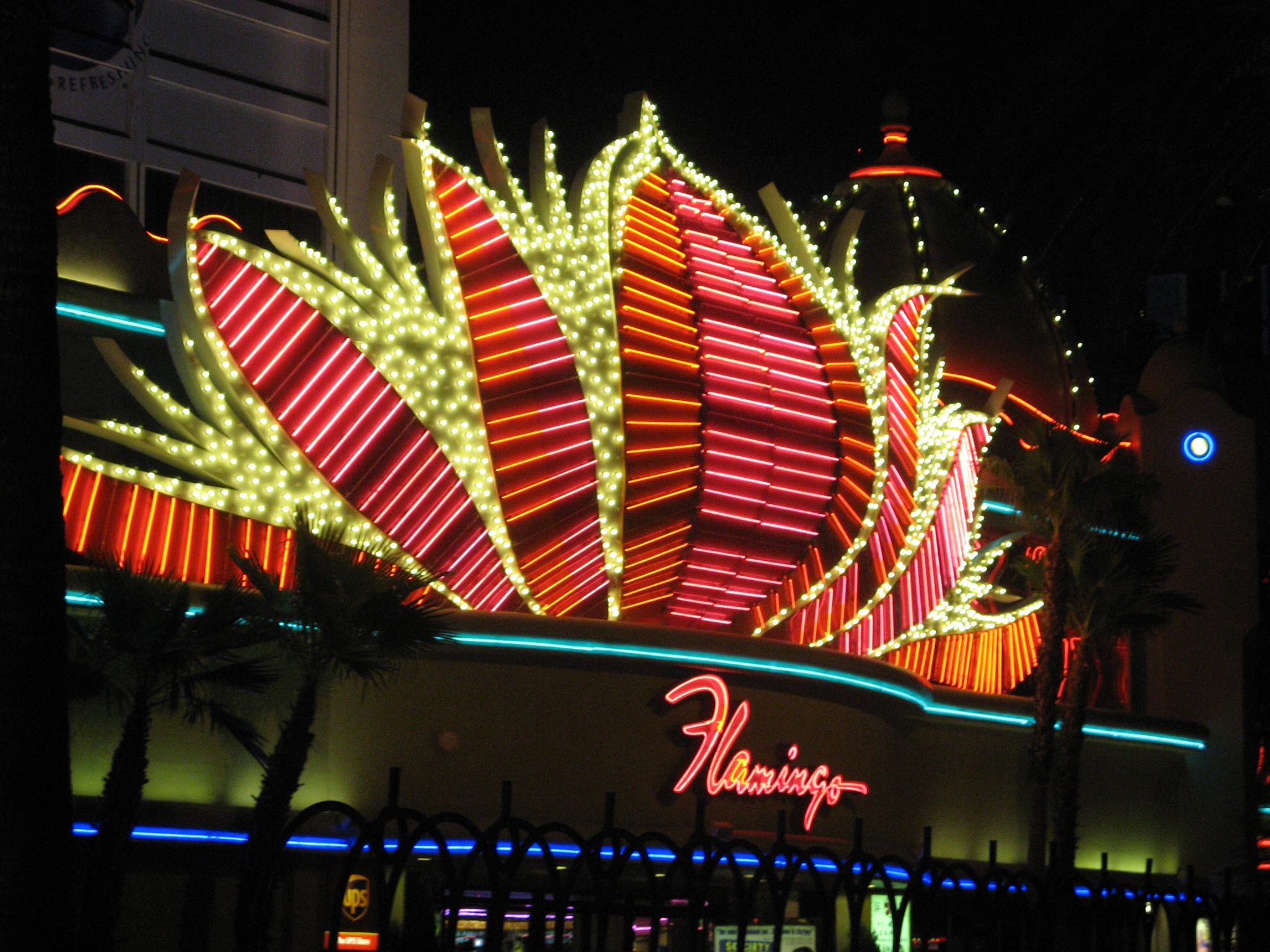
L'enseigne du Flamingo de nuit (2007).